# مدیسون راین
مدیسون راین یک کشتی‌گیر حرفه‌ای آمریکایی است. او به همراه دو برادربزرگترش در اوهایو بزرگ شد. در دوران دبیرستان توانست عنوان ملکه زیبایی دبیرستان را بدست آورد. بعد از دبیرستان، او برای مسابقات تناسب اندام شروع به یادگیری کرد اما هیچ وقت در این رقابت‌ها شرکت نکرد. او در دانشگاه رادیولوژی می‌خواند اما برای ادامه کشتی ترک تحصیل کرد.

## زندگی شخصی
مدیسون در ۸ فوریه ۲۰۱۱، با جسی کابوت ازدواج کرد. در ۱۷ مارس ۲۰۱۳، حاملگی خود را اعلام کرد و اولین فرزندش دختری بنام چارلی در ۲۹ آگوست به دنیا آمد.

## در کشتی
- فینیشر
  - راین دراپ
- مدیران او
  - تارا
  - کرن جرت
  - لیسی ون اریچ
- کشتی گیران تحت مدیریت او
  - جانی گارگانو
  - آنجلینا لاو
  - تارا
  - ولوت اسکای
  - گیل کیم
- نام‌های مستعار
  - سکسی
  - زنبور ملکه